# Prix Georges-Bruel
Le prix Georges-Bruel est un ancien prix littéraire français annuel de l’Académie des sciences d’outre-mer, décerné de 1951 à 1993.
Georges Bruel, né à Moulins le 23 mai 1871 et mort à Neuilly-le-Réal le 31 octobre 1945, est un géographe, administrateur colonial, photographe et explorateur français.

## Liste des lauréats
- 1951 : Jean-Paul Lebeuf pour La civilisation du Tchad.
- 1955 : Raymond Prats pour Le Gabon : la mise en valeur et ses problèmes.
- 1957 : René Coste (1907-2004) pour Les caféiers et les cafés dans le monde.
- 1958 : Pierre Alexandre et Jacques Binet (1916-2009) pour Le groupe dit Pahouin : Fang, Boulou, Beti.
- 1961 : Robert Cornevin pour Histoire des peuples de l’Afrique noire.
- 1962 : André Raponda-Walker et Roger Sillans pour Les plantes utiles du Gabon.
- 1963 : Albert Le Rouvreur (1919-....) pour Sahariens et Sahéliens du Tchad.
- 1971 : décerné à titre posthume à Charles Le Cœur (1903-1944) pour Mission au Tibesti : carnets de route, 1933-1934.
- 1974 : Martial Sinda pour Le messianisme congolais et ses incidences politiques.
- 1977 : Théophile Obenga pour La cuvette congolaise : les hommes et les structures, contribution à l’histoire traditionnelle de l’Afrique centrale.
- 1978 : Émile Mworoha pour Peuples et rois de l’Afrique des lacs : le Burundi et les royaumes voisins au XIXe siècle.
- 1979 : Marcel Soret (1920-2009) pour Histoire du Congo : capitale Brazzaville.
- 1980 : Pierre Crépeau et Simon Bizimana pour Proverbes du Rwanda.
- 1981 : Jean Chapelle pour Le peuple tchadien : ses racines, sa vie quotidienne et ses combats.
- 1982 : Louis Ngongo pour Histoire des forces religieuses au Cameroun : de la Première guerre mondiale à l’Indépendance, 1916-1955.
- 1983 : Christian Seignobos (1943-....) pour Montagnes et hautes terres du Nord Cameroun.
- 1984 : Mukala Kadima Nzuji pour La littérature zaïroise de langue française, 1945-1965.
- 1985 : Colette Dubois pour Le prix d’une guerre AEF, 1911-1923.
- 1986 : Léon de Sousberghe pour Don et contre-don de la vie : structure élémentaire de parenté et union préférentielle.
- 1987 : Serge Bahuchet pour Les Pygmées Aka et la forêt centrafricaine : ethnologie écologique.
- 1988 : François Gaulme pour Le Gabon et son ombre.
- 1989 : Raymond Dronne pour Vie et mort d’un empire : la décolonisation.
- 1990 : Lynne Thornton pour Les africanistes, peintres voyageurs : 1860-1960.
- 1991 : Annie Merlet pour Autour du Loango, XIVe – XIXe siècle : histoire des peuples du sud-ouest du Gabon au temps du Royaume de Loango et du Congo français.
- 1992 : Pierre Kalck pour Histoire centrafricaine des origines à 1966.
- 1993 : Élisabeth Dufourcq pour Les aventurières de Dieu : trois siècles d’histoire missionnaire française.